# Chrysocraspeda heringi
Chrysocraspeda heringi är en fjärilsart som beskrevs av Louis Beethoven Prout 1932. Chrysocraspeda heringi ingår i släktet Chrysocraspeda och familjen mätare. Inga underarter finns listade i Catalogue of Life.